# Bobby Spunner
Bobby Spunner – austriacki bokser, brązowy medalista Mistrzostw Europy z roku 1927. W walce o brązowy medal pokonał reprezentanta Danii Henninga Jensena.